# Lucrècia de Mèdici
|  | Per a altres significats, vegeu «Lucrècia de Mèdici (1544-1561)». |

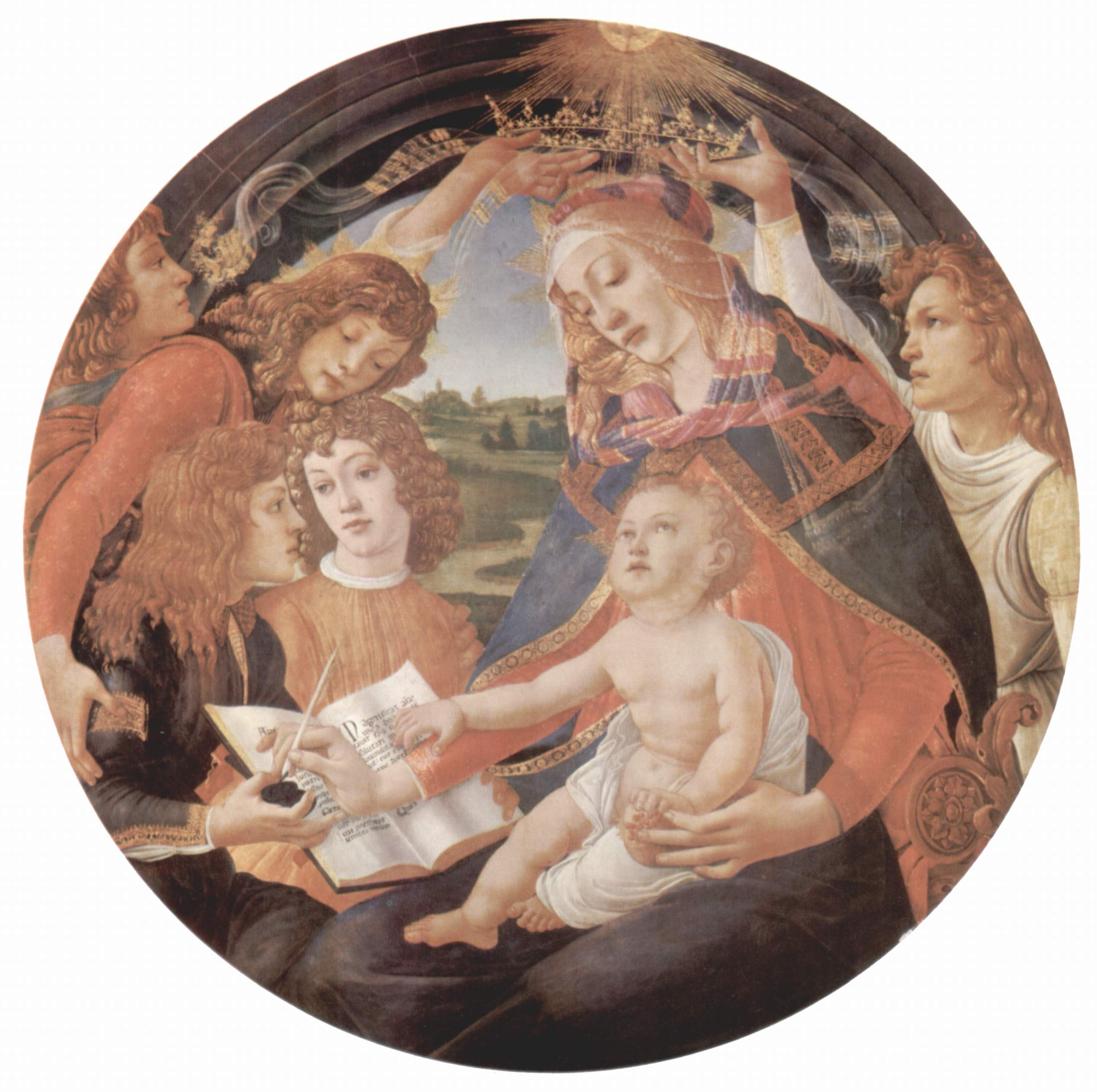
Madonna del Magnificat, obra de Sandro Botticelli (Galleria degli Uffizi, Florència). En ella observem Lucrècia Tornabuoni vestida de Mare de Déu, envoltada dels seus fills, i amb Lucrècia a la seva falda representant el nen Jesús.

Lucrècia de Mèdici, també anomenada Lucrècia de Lorenzo de Mèdici, (Florència, República de Florència, 4 d'agost de 1470 - íd. 1553) fou membre de la casa de Mèdici. Fou la filla primogènita de Llorenç el Magnífic i la seva esposa Clarice Orsini. Fou neta per línia paterna de Pere I de Mèdici i Lucrezia Tornabuoni, i per línia materna de Giacomo Orsini i Maddalena Orsini. Fou germana, entre d'altres, de Pere II de Mèdici, Giovanni di Lorenzo de Mèdici i Julià de Mèdici. Es casà el 10 de setembre de 1486 amb Jacopo Salviati. D'aquesta unió nasqueren:
- Giovanni Salviati (1490-1553), cardenal
- Lorenzo Salviati (1492-1539), senador i mecenes
- Piero Salviati (~1493 -?), patrici
- Helena Salviati (~1495 -1552)
- Battista Salviati (1498-1524)
- Maria Salviati (1499-1543), casada amb Giovanni dalle Bande Nere, membre d'una branca menor dels Mèdici. Aquest matrimoni unificarà ambdues branques i permetrà que el seu fill Cosme esdevingui duc de Florència a la mort d'Alexandre de Mèdici
- Luisa Salviati
- Francesca Salviati, el 1533 amb Ottaviano de' Medici, pares del papa Lleó XI
- Bernardo Salviati (1505-1568), cardenal
- Alamanno Salviati (1510-1571), patrici